# Папа (газове родовище)
Папа (Papa) — офшорне газове родовище в Індійському океані біля узбережжя Танзанії. Належить до газоносного басейну Мафія (дістав назву за островом Мафія із архіпелагу Занзібар).
Родовище виявили влітку 2012 року внаслідок спорудження напівзануреним буровим судном Deepsea Metro I свердловини Papa-1. Закладена в районі з глибиною моря 2186 метрів, вона мала довжину 5544 метри та виявила два газонасичених інтервали завтовшки 85 метрів у відкладеннях верхньої крейди (пісковики, сформовані в каналах континентального шельфу в кампанському віці).
Станом на другу половину 2013 року ресурси Папа оцінювались у 22 млрд м3 газу.
Родовище розташоване у блоці 3, правами на розробку якого володіє консорціум у складі BG (60 %, оператор), Ophir (20 %) та сінгапурської Pavilion Energy (20 %).